# Opstelspoor
Een opstelspoor is een spoor dat bedoeld is om rollend materieel op te stellen, dat wil zeggen te parkeren.
Rollend materieel wordt opgesteld als het geen dienst heeft, bijvoorbeeld gedurende de nacht, tussen ochtend- en avondspits, als het wacht op reparatie, als het op reserve staat of omdat het overtollig is. Het is niet gebruikelijk om treinen op stations op te stellen. Opstelsporen vindt men vaak bij knoop- en eindpunten van spoor- en tramwegen, bij remises en bij werkplaatsen. Een verzameling opstelsporen wordt een opstelterrein genoemd.